# Parafia św. Pantelejmona w Leysin
Parafia św. Pantelejmona – parafia prawosławna, etnicznie rosyjska, działająca w Leysin w jurysdykcji Rosyjskiego Kościoła Prawosławnego poza granicami Rosji. Jedna z sześciu takich placówek duszpasterskich tego Kościoła na terytorium Szwajcarii. 